# Der Waffenschmied
Der Waffenschmied (česky Zbrojíř) je komická opera o třech dějstvích skladatele Alberta Lortzinga na vlastní libreto. Námětem zpěvohry je komedie Liebhaber und Nebenbuhler in einer Person od Friedricha Wilhelma Zieglera. Skladatel sám se několikrát během svého hereckého působení objevil v Zieglerově komedii v roli hraběte z Liebenau. Premiéra se uskutečnila 31. května 1846 v Theater an der Wien ve Vídni a dílo dosáhlo 19 repríz. Opera měla úspěch, a dopomohla Lortzingovi, který se potýkal s finančními obtížemi, k místu kapelníka ve Vídni.
Děj opery se odehrává v německém městě Worms v 16. století.

## Postavy
- Hans Stadinger, zbrojíř (bas)
- Marie, jeho dcera (soprán)
- hrabě von Liebenau (baryton)
- Georg, jeho panoš (tenor buffo)
- rytíř Adelhof (bas)
- Irmentraut, Mariina vychovatelka (alt)
- Brenner, hostinský (tenor)

## Diskografie
- 1992 John Tomlinson, Ruth Ziesak, Boje Skovhus, Kjell Magnus Sandvé, Ursula Kunz, Martin Hausberg, Andreas Schulist, Sbor Bavorského rozhlasu a Mnichovský rozhlasový orchestr, dirigent Leopold Hager, CALIC CAL 50 953/54